# 施韋倫巴赫河

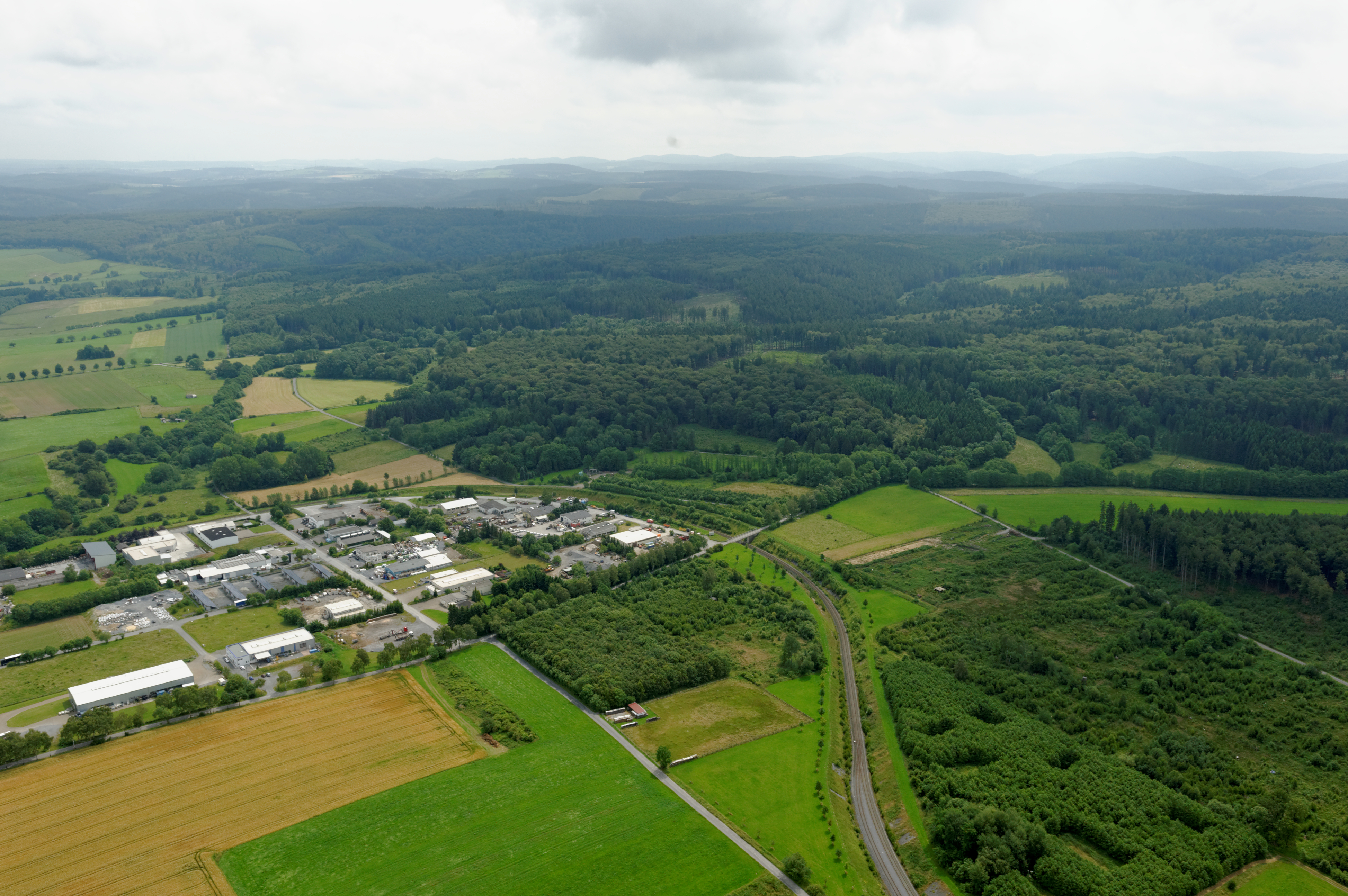

51°25′57″N 8°22′50″E / 51.432419°N 8.380505°E
施韋倫巴赫河（德語：Schwellenbach），是德國的河流，位於該國西部，處於北萊茵-威斯特法倫州，屬於韋舍巴赫河的左支流，河道全長1.6公里，流域面積1.2平方公里。